# Бильдредактор

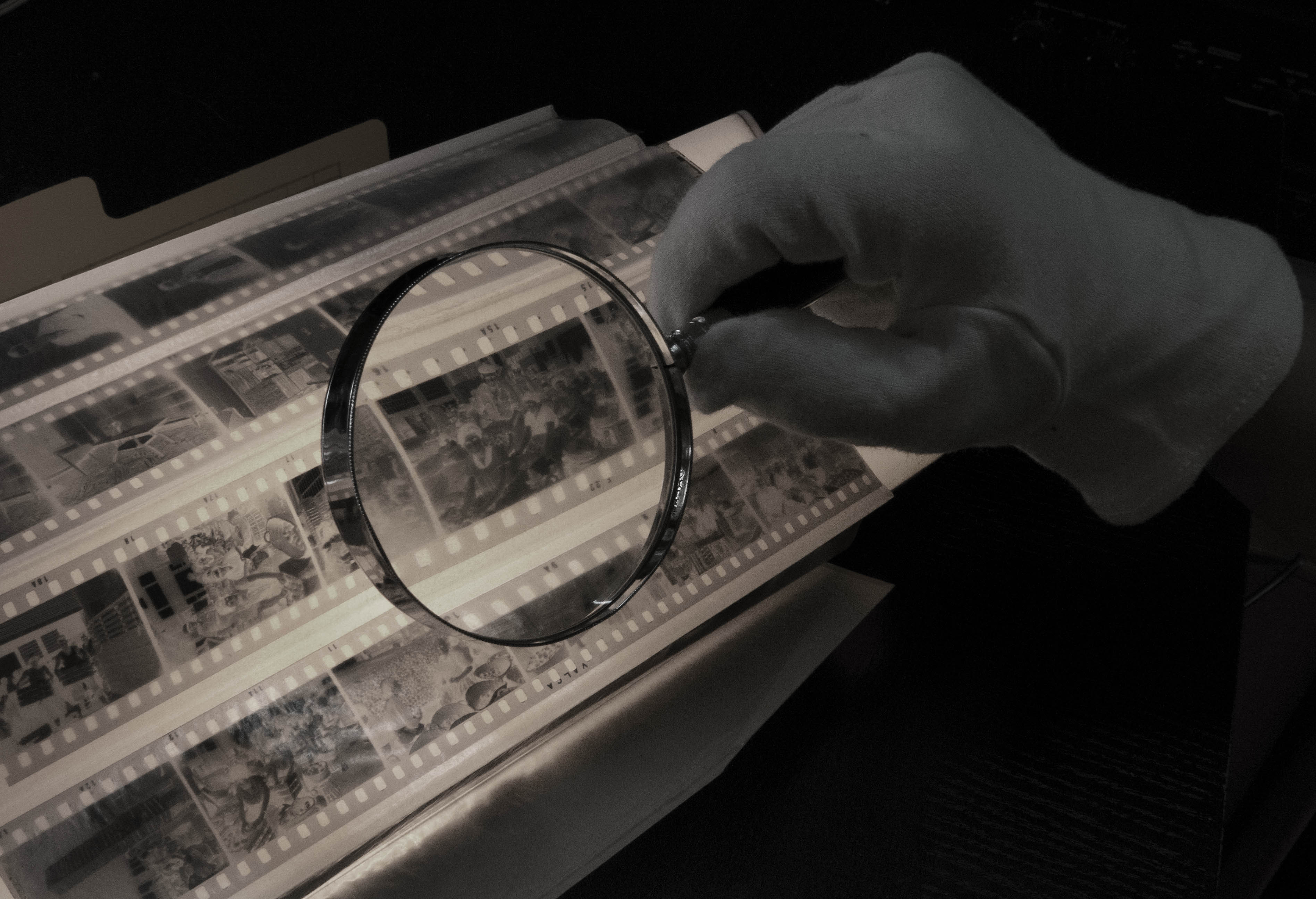
Работа фоторедактора в эпоху аналоговой фотографии

Бильдреда́ктор, фотореда́ктор (от нем. Bild — изображение) — сотрудник фотоагентства, периодического печатного или интернет-издания, ответственный за поиск и выбор фотоиллюстраций. В новостных фотоагентствах выпускающие бильд-редакторы также отбирают годные снимки из результатов съёмок, пишут краткие пояснительные подписи (англ. Caption) к ним и снабжают снимки категориями и ключевыми словами. Во времена аналоговой фотографии бильд-редакторы агентств работали непосредственно с негативами, выбирая наиболее удачные для фотопечати и последующей публикации. В мелких изданиях должность бильд-редактора часто отсутствует и его функции выполняют технические сотрудники секретариата или сами фотографы, отбирая снимки для вёрстки.
Чаще всего фоторедактор выступает непосредственным заказчиком фотографий в фотожурналистике, формулируя задания конкретным репортёрам. Иногда бильд-редактор занимается организацией съёмок и аккредитацией фотографов на мероприятия. Он поддерживает постоянный контакт как со штатными фоторепортёрами, так и с внештатными авторами. В его обязанности также входит урегулирование вопросов с авторскими правами на снимки внештатных авторов. Кроме того, фоторедактор подбирает иллюстрации в фотобанках и новостных агентствах. Чаще всего именно фоторедактор является ключевым звеном, осуществляющим поддержание определённого эстетического направления и профессионального уровня фотоиллюстраций в издании.